# Portalegre
Pour les articles homonymes, voir Portalegre (homonymie).
Portalegre est une ville et aussi une municipalité du Portugal. Elle est la capitale du district de Portalegre situé dans l'Alentejo. La ville de Portalegre compte 15 238 habitants.
La municipalité regroupe 10 paroisses formant un territoire de 447,1 km2 et comptant 24 930 habitants (2011).

## Géographie
Altitude : 483m.
Portalegre est situé dans l’intérieur des terres du Portugal, à 230 km de Lisbonne.

### Climat
La ville est concernée par un climat méditerranéen, chaud et sec l’été et doux et humide l’hiver.
Les températures en été varient de 17 °C à 30 °C et en hiver de 3 °C à 15 °C en moyenne. La pluie tombe principalement l’hiver et est rare à inexistante en été.

## Histoire

### XIIIesiècle
Portalegre a été fondée en 1259, sous le règne de Alphonse III de Portugal date à laquelle le roi lui aurait octroyée une charte l'élevant au statut de village. Par la suite, il a ordonné à l'ancienne population de Portelos de reconstruire la ville qui avait été rasée par les escarmouches entre Chrétiens et Musulmans. La ville de Portelos fut alors renommée en Portus Alacer (ce qui signifie port sec). En 1290, de par son importance stratégique Denis Ier bâtit une forteresse et double les remparts (quelques morceaux importants subsistent encore aujourd'hui). En outre, il aura fait bâtir son château afin de garantir l'intégrité du territoire portugais. Il était constitué de 12 tours et 7 portes (voire 8 selon certains historiens).
- Le château de Portalegre

### XIVesiècle
À la fin du XIVe siècle, en 1376, le Couvent de Santa Clara est construit. Quelques années plus tard, le 6 juillet 1387, les habitants se voient récompensés du titre de "Loyal" par le roi Jean Ier. Ce titre honorifique leur a été attribué lors du cortes de Coimbra en raison du soutien de la ville à la cause de l'indépendance.
Le 6 avril 1384 se déroule à proximité de la ville la bataille des Atoleiros, première grande bataille de la crise portugaise de 1383-1385 concernant la succession du trône portugais. En situation d'infériorité numérique, les troupes portugaises commandées par le Connétable Nuno Álvares Pereira mettent en déroute les troupes castillanes, sans subir aucune perte.

### XVIesiècle
Le 29 mars 1511, le village se voit attribuer une nouvelle charte par le roi Manuel Ier. En 1518, l'abbaye de Portalegre est fondée à l'est de la ville par Jorge de Melo (en), évêque de Guarda et abbé commendataire d'Alcobaça. En 1549, par ordonnance du roi Jean III, le pape Paul III donne l'autorisation de la création du diocèse de Portalegre. L'année suivante, le 23 mai 1550, le même roi élève Portalegre au rang de ville. De 1556 à 1575 est construite la cathédrale de Portalegre ordonnée par l'évêque Dom Julião de Alva, lors de la formation du diocèse de Portalegre.
Célèbre à la fin du XVIe siècle grâce à ses tapisseries, Portalegre trouve sa prospérité à la fin du XVIIe siècle lorsque la soierie s'y installe.

## Jumelages
La ville de Portalegre est jumelée avec :
- Vila do Conde (Portugal) depuis le 17 septembre 1994
- Cáceres (Espagne) depuis le 20 mai 2006
- São Vicente (Cap-Vert) depuis le 7 avril 1997
- Porto Alegre (Brésil) depuis le 25 mai 2005
- Salé (Maroc) depuis le 21 octobre 1997
- Olivence (Espagne) depuis le 24 avril 1989